# Nenad Kosteski
Nenad Kosteski (mazedonisch Ненад Костески, * 3. April 2001 in Struga) ist ein nordmazedonischer Handballspieler.

## Karriere

### Im Verein
Nenad Kosteski spielte bis 2018 für RK Metalurg Skopje. In der Saison 2018/19 lief er für RK Struga auf. 2019 wechselte er nach Kroatien zu RK Zagreb. Nach einer Saison kehrte er nach Nordmazedonien zurück und steht seitdem im Kader von RK Eurofarm Pelister. Mit Pelister gewann er 2023 die mazedonische Meisterschaft.

### In Auswahlmannschaften
Mit der nordmazedonischen Nationalmannschaft nahm er an der Weltmeisterschaft 2021 teil und belegte dort den 23. Platz. Bei der Europameisterschaft 2022 belegten sie den 22. Platz. Zudem nahm er im selben Jahr an den Mittelmeerspielen 2022 teil, wo sie den 4. Platz belegten. Bei der Weltmeisterschaft 2023 erzielte er 23 Tore in 7 Spielen. Er stand gemeinsam mit seinem Bruder Nikola im Kader für die Europameisterschaft 2024 und belegte mit Nordmazedonien den 17. Platz. Bei der Weltmeisterschaft 2025 warf er 17 Tore in sechs Spielen und belegte mit dem Team den 15. Platz.

## Privat
Sein Bruder Nikola Kosteski spielt ebenfalls Handball.